# Estola

La estola es un ornamento litúrgico que ocupan algunas iglesias. De origen católico, equivale a una banda de tela que varía de color según el tiempo que marque el calendario litúrgico y del rito que se celebre. Se coloca de manera distinta por la jerarquía eclesiástica. En el rito latino, diáconos la usan de manera diagonal, apoyada sobre el hombro derecho, los sacerdotes y los obispos la usan sobre ambos hombros, regularmente debajo de la casulla. En la misa tridentina, los presbíteros se la cruzan en forma de X sobre el pecho.
Usualmente se adorna con ornamentos y motivos cristianos. Se emplea tanto para la litúrgia, como para actividades paralitúrgicas.

## Historia

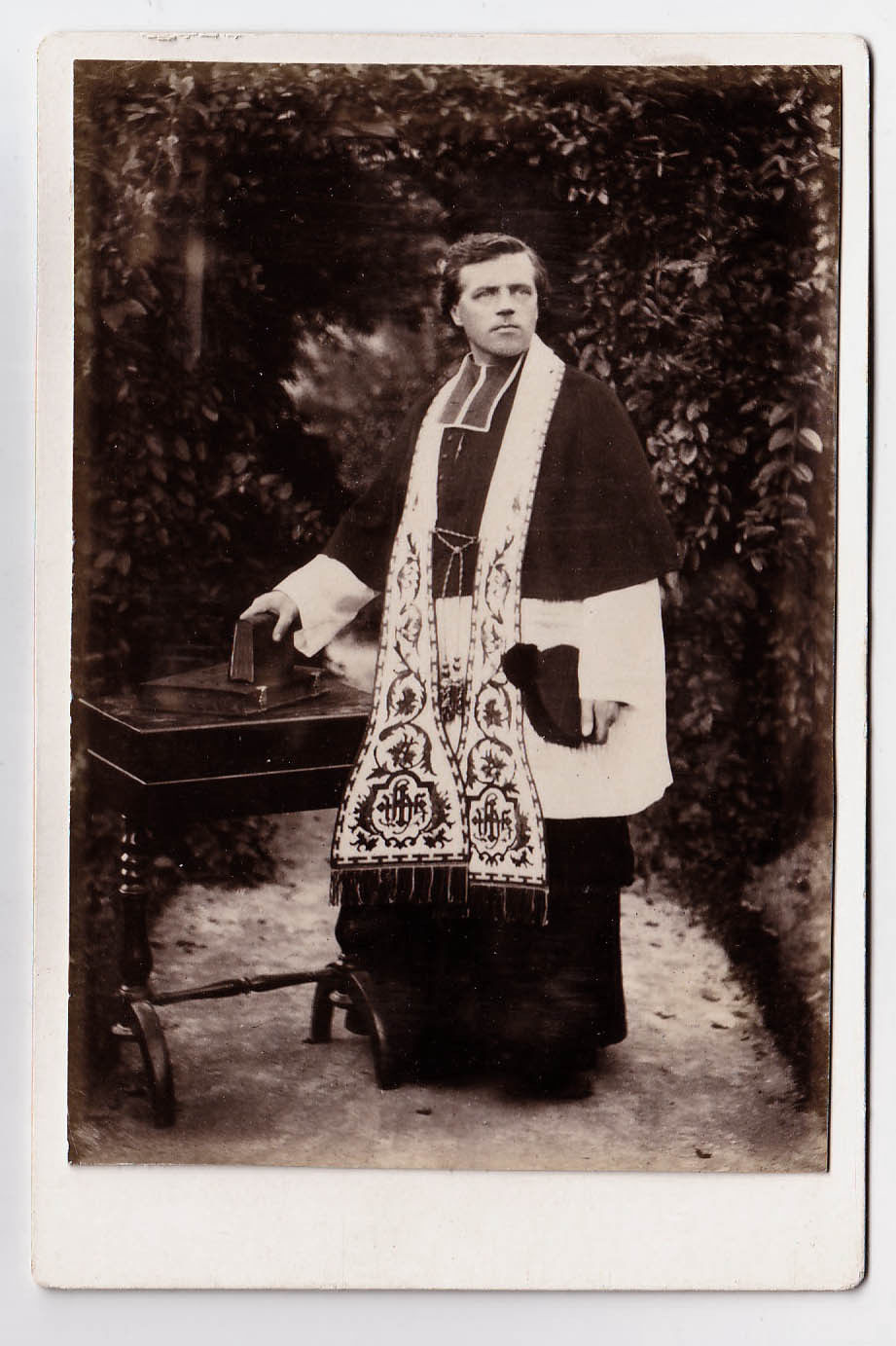
Estola

En su origen, que data del siglo IV en Oriente y por lo menos del VI en Occidente, se la conocía con el nombre de orarium pero desde el siglo IX en Francia y España y un siglo después en Italia fue sustituyéndose por el de stola, griego στολή  (stolé, "vestido"), del que procede su nombre actual. Era originariamente un lienzo delgado, del cual se servían para enjugarse el rostro las personas limpias y de alguna consideración.
San Jerónimo nos hace comprender lo que era el orarium cuando habla de las personas que se honraban en llevarlo o como él se explica, de no poner lienzo en derredor de su cuello a lo cual él les dice que esto es inútil y hasta ridículo a menos que no acojan este pensamiento más que para dar limosna a los pobres.
Los obispos, los sacerdotes y los diáconos recibían este ornamento en su ordenación como una señal que los distinguía del resto del clero. Fue prohibido a los subdiáconos y a los demás clérigos inferiores, así como a los monjes. Los obispos y los sacerdotes se revestían continuamente de este ornamento hasta en viaje. Los sacerdotes llevarán siempre el orarium o la estola, dice el concilio de Maguncia de 813. Los unos y los otros llevan este ornamento, hasta fuera de las funciones del altar, en una infinidad de circunstancias, administrando los sacramentos, recibiendo la Comunión de la mano de otro, en los entierros, en los sínodos, en las procesiones y otras ceremonias o asambleas eclesiásticas. Otras veces, le llevaban también predicando como lo atestigua Alaino. Esta costumbre no subsiste ya.
Según la tradición Nativista Correlliana de la Wicca, la estola en las tradiciones neopaganas es una evolución del torque que utilizaban los celtas como símbolo de la iniciación, la vida y la muerte.

## Uso

### Iglesia católica
Tradicionalmente los obispos la usaban colgando del cuello hacia delante; los sacerdotes cruzada delante del pecho; y los diáconos, desde un hombro hasta la cintura atravesando en diagonal la espalda y el pecho. Tras la reforma litúrgica del Concilio Vaticano II, los sacerdotes pasaron a usarla del mismo modo que los obispos. Es símbolo de los poderes sagrados que reciben el clérigo, como pastor que lleva a sus ovejas sobre sus hombros, como maestro que enseña a sus discípulos; como guía que conduce a las almas hacia la vida eterna. Esta es la oración que reza el clérigo al ponerse la estola: 

Devuélveme, Señor, la túnica de la inmortalidad, que perdí por el pecado de los primeros padres; y, aunque me acerco a tus sagrados misterios indignamente, haz que merezca, no obstante, el gozo eterno.

Su color debe atenerse a las normas establecidas, según el carácter litúrgico del acto celebrado.

### Iglesia anglicana

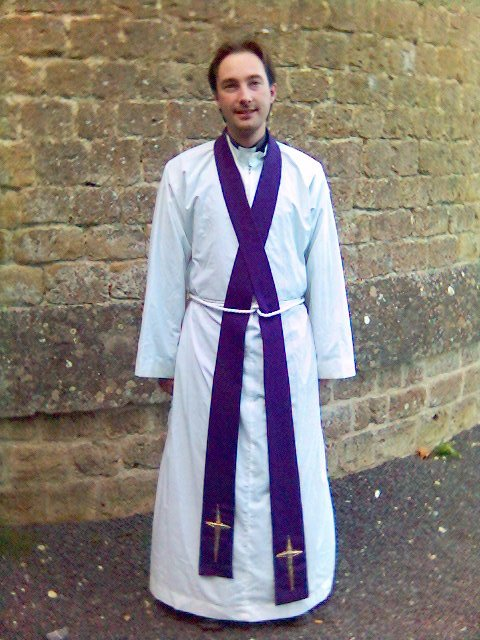
Sacerdote anglicano.

El sacerdote la usa extendida alrededor de su cuello y, tradicionalmente, cruzada por el pecho.

### Iglesia Nativista Correlliana
En este grupo posiblemente sectario la estola es utilizada por todos sus miembros en las celebraciones. Esta cuelga del cuello hacia adelante y sirve para diferenciar el rango de cada uno dependiendo de su color (verde para los miembros de la Tradición y morado para el clero) y de los parches que se sitúan en esta. En la estola también colocan parches de los templos a los que pertenece el miembro que la porta, así como otras distinciones que les reconoce la Iglesia.